# ألان وايت (لاعب كرة قدم أسترالية)
ألان وايت (بالإنجليزية: Alan White)‏ هو لاعب كرة قدم أسترالية أسترالي، ولد في 21 نوفمبر 1933 في Carlton, Victoria ‏ في أستراليا، وتوفي في 27 يونيو 2018 في شيبارتون في أستراليا.

## وصلات خارجية
- ألان وايت على موقع AustralianFootball.com (الإنجليزية)
- ألان وايت على موقع AFLtables.com (الإنجليزية)